# ال‌آی-۹۰۰

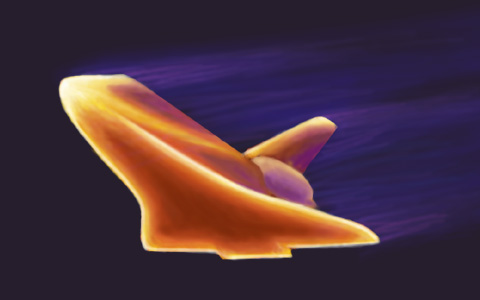
شبیه‌سازی فضای بیرونی شاتل در هنگام ورود مجدد به جو زمین تا بیش از ۱۵۰۰ درجه سانتی گراد گرم می‌شود.

ال‌آی-۹۰۰ نوعی کاشی عایق سطح می‌باشد که قابل استفاده مجدد است. این کاشی توسط شرکت موشک و فضایی لاکهید در سانی‌ویل، کالیفرنیا تولید شده و توسعه یافته‌است. این کاشی برای استفاده در فضاپیمای مدارگرد به عنوان بخشی از سیستم عایق حرارتی آن برای به حداقل رساندن رسانایی حرارتی و در عین حال حداکثر مقاومت در برابر شوک حرارتی طراحی شده‌است.

## آمار و ارقام
یکی از اولین کاشی‌های حرارتی توسط ناسا برای محافظت از تخریب شاتل در راه بازگشت به زمین استفاده شده‌است. این کاشی‌ها از ماده ای به نام ال‌آی-۹۰۰ ساخته شده‌است که اسفنجی از شن و ماسهٔ بسیار سنگین کوارتز است. ال‌آی-۹۰۰ دارای چگالی ظاهری ۱۴۴٫۲ کیلوگرم بر متر 3 (9 پوند/فوت 3)است. به همین دلیل بود که آن را ال‌آی-۹۰۰ نامیدند. بدنه این کاشی دارای ۹۴ درصد حجمی هواست و جنس آن از سیلیس ذوبی یا شیشهٔ سیلیکای ۹۹/۹ درصد می‌باشد به همین دلیل هنگام لمس کردن خنک هستند. تلفیق تخلخل و جنس سیلیس ذوبی کمک می‌کند تا لبه‌های کاشی در اثر لمس کردن سریعاً خنک شوند. این فناوری دارای کاربردهای بسیار فوق‌العاده ای است.
کاشی LI-900 را می‌توان تا ۱٬۲۰۴ درجه سلسیوس (۱٬۴۷۷ کلوین؛ ۲٬۱۹۹ درجه فارنهایت) گرم کرد و بلافاصله در آب سرد فروکرد بدون اینکه آسیبی ببیند.

## انواع
کاشی‌های سیاه و سفید در شاتل فضایی برای کنترل دمای وسیله نقلیه در مدار استفاده شد.
- کاشی‌های سفید (معروف به LRSI) عمدتاً در سطح بالایی استفاده می‌شوند و بازتاب حرارتی بالاتری دارند؛ بنابراین برای به حداقل رساندن بهره خورشیدی، آنها را به سمت خورشید قرار می‌دهند.
- کاشی‌های سیاه (معروف به HRSI) برای حداکثر انتشار بهینه شده‌اند، به این معنی که گرما را سریعتر از کاشی‌های سفید از دست می‌دهند. این ویژگی برای به حداکثر رساندن دفع گرما در هنگام ورود مجدد به جو مورد نیاز است.

معمولاً ۲۰۰۰۰ کاشی HRSI LI-900 و ۷۲۵ کاشی LRSI ال‌آی-۹۰۰ در شاتل‌های فضایی وجود دارد.
20548 عدد از این کاشی در درهای ارابه فرود ،درهای اتصال مخزن خارجی شاتل و همچنین بقیه سطوح زیرین مدارگرد را می پوشاند.آنها همچنین در قسمت هایی از بالای بدنه جلویی ، سیستم مانور مداری، لبه جلویی تثبیت کننده عمودی،در لبه تریلینگ الاون و در سطوح بالایی برآافزا استفاده میشود.ضخامت آنها بستگی به بار گرمایی که در هنگام ورود مجدد در هنگام ورود مجدد با آن مواجه میشوند از 2.5 الی 12.7 سانتی متر (1 الی 5 اینچ) متفاوت است. مساحت این کاشی‌ها به‌جزدر قسمت‌های نزدیک و کوچک، معمولاً 6 در 6 اینچ مربع (15 در 15 سانتی‌متر مربع) هستند.
کاشی های اچ‌آر‌اس‌آی از الیاف سیلیس با درصد خلوص بالا تشکیل شده است.
نود درصد حجم این کاشی را فضای خالی تشکیل داده است که باعث چگالی بسیار کم آن (140 کیلوگرم بر متر مکعب یا 9 پوند برفوت مکعب) که نتیجه آن وزن سبک و مناسب بودن آن برای پرواز به فضا شده است..
کاشی های بدون پوشش، ظاهری سفید (روشن) دارند وبیشتر شبیه یک سرامیک جامد (برخلاف جنس فوم مانندی که دارند) هستند.
Reaction Cured Glass (RCG) پوشش سیاه رنگ روی کاشی ها است که از سیلیسید تترابورون و شیشه بور و سیلیکات برخی از مواد به عنوان مواد تشکیل دهنده ان نام برد. RCG  در جهت افزایش خواص سینک حرارتی و برای محافظت Mکوچک اضلاع مجاور اغاز میشد و به قسمت پایینی کاشی ختم میشود.
برای ایجاد خاصیت ضدآب بودن به این کاشی ها، دی‌متیل‌دی‌اتوکسی‌سیلان توسط سرنگ به کاشی ها تزریق میشود. متراکم شدن کاشی با تترا اتیل ارتوسیلیکات (TEOS) نیز به محافظت از سیلیس کمک کرده و بر خاصیت ضد آب بودن کاشی اضافه میشود.
یک کاشی HRSI بدون پوشش که در دست نگه داشته می شود مانند یک فوم بسیار سبک است که چگالی کمتری نسبت به پلی استایرن دارد و این ماده بسیار ظریف و شکننده باید با احتیاط بسیار زیادی مورد استفاده قرار گیرند تا از آسیب به آنها جلوگیری شود. این پوشش مانند یک پوسته نازک و سخت است و سرامیک عایق سفید را محصور می کند تا شکنندگی آن را برطرف کند (به غیر از آن طرف کاشی که بدون پوشش است). این کاشی روکش شده بسیار سبک است،و در مقایسه با یک بلوک با حجم برابر و از جنس فوم استایروفوم. همانطور که از سیلیس انتظار می رود، آنها بی بو و بی اثر هستند. HRSI اساساً برای مقاومت در برابر انتقال از مناطق با دمای بسیار پایین (خلاء فضا، حدود 270- درجه سانتیگراد یا 454- درجه فارنهایت) به دماهای بالای ورود مجدد به جو (ناشی از برهمکنش، عمدتاً فشرده سازی در شوک برین صوت بین گازهای اتمسفر فوقانی و بدنه شاتل فضایی ، معمولاً در حدود 1600 درجه سانتیگراد یا 2910 درجه فارنهایت).

## کاهش خسارت
یک برنامه تحقیق و توسعه برای ایجاد ابزاری برای بهبود قابل ملاحظه مقاومت در برابر آسیب و ویژگی‌های MMOD بقایای مداری ریزشهاب‌سنگ در کاشی پایه شاتل LI-900 آغاز شد. این امر منجر به کاهش بسیار زیاد آسیب و در نتیجه تعمیر کمتر بین پروازها می شود. یک راه‌حل کوتاه‌مدت با توسعه یک عملیات سطحی جدید برای کاشی، که از فناری Ames که قبلا توسعه داده شده بود، استفاده می‌کرد و TUFI نامگذاری شد، پیدا شد. نمونه اولیه این ماده با موفقیت تولید شد، مقاومت در برابر آسیب آن تعیین شد و پایداری ریزساختاری آن نشان داده شد. یک راه حل طولانی مدت ازAETB-8 به عنوان بستر عایق استفاده می کند. این بستر به طور قابل توجهی قوی تر از بسترLI-900 است و با عملیات سطح TUFI سازگارتر است.

## چالش‌ها و مسائل

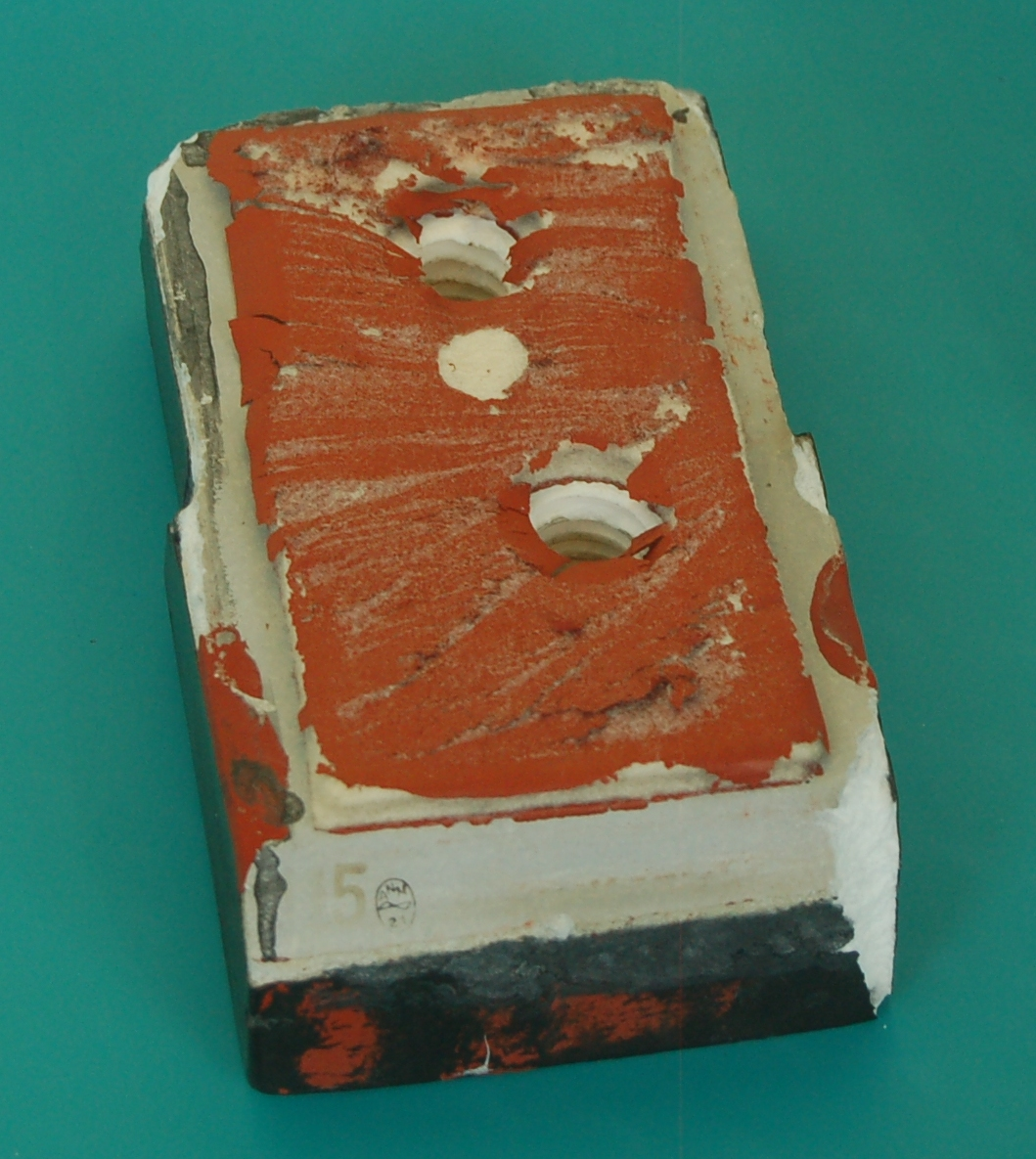
کاشی استفاده شده از آتلانتیس

### استحکام - قدرت
در نتیجه بهینه‌سازی خواص حرارتی این کاشی‌ها، استحکام کلی آنها کاهش یافت؛ بنابراین استفاده از این کاشی در مناطق پراسترس مانند اطراف درها و پنجره‌های ارابه فرود مناسب نبود. برای حل این مشکل، یک نسخه با مقاومت بالاتر از ماده ال‌آی-۹۰۰ با چگالی ظاهری ۳۵۲٫۴ کیلوگرم بر متر 3 (22 lb/ft 3)، به نام LI-2200 تولیدشد. این کاشی دارای استحکام بالا و عایق بوده، که باعث افزایش وزن قابل توجه آن می‌شود.